# Akademia Policyjna 7: Misja w Moskwie
Akademia Policyjna 7: Misja w Moskwie (ang. Police Academy: Mission to Moscow; inne tłum. Akademia Policyjna: Misja Do Moskwy) – amerykański film komediowy w 1994 roku, trwający 79 minut, z George Gaynesem, Michaelem Winslowem i Davidem Grafem w rolach głównych. Film przy budżecie 10 mln dol. zarobił tylko 126 tys. dol. i zakończył serię filmów o akademii policyjnej.

## Obsada
- Komendant Eric Lassard - George Gaynes
- Sierżant Larvell Jones - Michael Winslow
- Sierżant Eugene Tackleberry - David Graf
- Kapitan Debbie Callahan - Leslie Easterbrook
- Kapitan Thaddeus Harris - G.W. Bailey
- Komendant Alexandrei Nikolaivich Rakov - Christopher Lee
- Konstantine Konali - Ron Perlman
- Katrina - Claire Forlani
- Kadet Kyle Connors - Charlie Schlatter
- Adam Sharp - Richard Israel
- Porucznik Talinsky - Gregg Berger
- Boy hotelowy - Vladimir Dolinsky
- Reżyser wiadomości - David St. James
- Michael Konali - Valery Yaramenko
- Leonid - Vadim Dolgachov
- Sierżant - Robert Iannaccone
- Mary - Carolyn Kelson
- Rosyjska matka - Olga Anokhina

## Kierownictwo planu
- Reżyseria - Alan Metter
- Scenariusz - Randolph Davis
- Scenariusz - Michele S. Chodos
- Zdjęcia - Ian Jones
- Muzyka - Robert Folk
- Montaż - Dennis M. Hill
- Montaż - Suzanne Hines
- Scenografia - Frederic C. Weiler
- Dyrektor artystyczny - Ilia Amoorsky
- Dekoracja wnętrz - Sergey Shiriaev
- Kostiumy - Natalya Dzyubenko
- Produkcja - Paul Maslansky

## Fabuła
Moskiewskie przygody dobrze znanych absolwentów dość zwariowanej akademii policyjnej. Grupa wspomaga KGB w walce z rosyjską mafią, która za pomocą specjalnej gry wideo próbuje zawładnąć światem.